# Bernard Lignières
Bernard Lignières, fils de Joseph Bernard Lignières et de Marie Marguerite Carton est un homme politique français né le 22 septembre 1769 à Bram (Aude) et mort le 23 mai 1847 à Toulouse (Haute-Garonne).

## Biographie
Manufacturier à Toulouse, il est élu député de la Haute-Garonne le 16 mai 1815, représentant du « commerce et de l'industrie »,  à la Chambre des représentants pendant les Cent-Jours.
Il fut  le premier conseiller général du canton de Fronton de 1833 à 1839.

## Sources
- « Bernard Lignières », dans Adolphe Robert et Gaston Cougny, Dictionnaire des parlementaires français, Edgar Bourloton, 1889-1891 [détail de l’édition]